# Uhar-kupec
Uhar-kupec (rus. "Ухарь-купец") ruski je film redatelja Vasilija Gončarova.

## Radnja
Film govori o čovjeku koji kupi lijepu seljačku kćer.

## Uloge
- G. Ardatov
- E. Goreva
- Marija Koroljova
- A. Slavin

## Vanjske poveznice
- Uhar-kupec na Kino Poisk